# Leyrieu
Leyrieu es una comuna francesa situada en el departamento de Isère, en la región de Auvernia-Ródano-Alpes.

## Demografía
| 288 | 230 | 300 | 376 | 461 | 643 | 920 |
| Para los censos de 1962 a 1999 la población legal corresponde a la población sin duplicidades (Fuente: INSEE [Consultar]) |     |     |     |     |     |     |